# Oldsita-(K)
L'oldsita-(K) és un mineral de la classe dels sulfats que pertany al subgrup de la svornostita. Rep el nom en honor de Travis Olds, Ph.D. (Ishpeming, Michigan, EUA, 1990), conservador adjunt de minerals del Museu Carnegie d'Història Natural.
Fins al mes de gener de 2025 s'anomenava simplement oldsita, canviant el nom a l'actual degut al descobriment i l'aprovacio del nou mineral svornostita-(NH₄) i l'establiment del grup de la svornostita.

## Característiques
L'oldsita-(K) és un sulfat de fórmula química K₂Fe²⁺[(UO₂)(SO₄)₂]₂(H₂O)₈. Va ser aprovada com a espècie vàlida per l'Associació Mineralògica Internacional l'any 2021, sent publicada en el mes de setembre de 2022. Cristal·litza en el sistema ortoròmbic.
L'exemplar que va servir per a determinar l'espècie, el que es coneix com a material tipus, es troba conservat a les col·leccions mineralògiques del Museu d'Història Natural del Comtat de Los Angeles, a Los Angeles (Califòrnia) amb el número de catàleg: 76159.

## Formació i jaciments
Va ser descoberta al grup miner de North Mesa, al districte miner de Temple Mountain del comtat d'Emery (Utah, Estats Units). Aquest indret és l'únic a tot el planeta on ha estat descrita aquesta espècie mineral.